# Гийебон, Жанна-Клод де
Жанна-Клод Дена де Гийебон (фр. Jeanne-Claude Denat de Guillebon; 13 июня 1935, Касабланка, Французское Марокко — 18 ноября 2009, Нью-Йорк) — французская и американская художница и скульптор, супруга и творческий партнер американского скульптора болгарского происхождения Христо Явашева.

## Биография
Супруг Жанны-Клод де Гийебон, художник и скульптор Христо, в 1960 году примкнул к французскому авангардистскому движению Новый реализм («Nouveau Réalisme»). Позднее Христо, вместе со своей супругой, бывшей художницей-самоучкой, прославились рядом крупных проектов по художественному «укутыванию» построек, индустриальных объектов, парковых деревьев и т. п.
Жанна родилась в тот же день, месяц и год (13 июня 1935), что и её муж, художник Христо. Родители её рано развелись, и вплоть до окончания Второй мировой войны девочка воспитывалась в семье отца. В 1945 году она переезжает к своей матери Пресильде, которая в 1946 году выходит замуж за генерала Жака де Гийебона. В 1945—1952 годах семья живёт в Париже, в 1952—1957 — в Тунисе, куда отчим Жанны получает назначение, затем — опять в Париже. Девушка вращалась в избранном обществе весьма обеспеченных людей. После окончания средней школы она поступает на курсы стюардесс при авиакомпании Air France.
В 1958 году Христо получает заказ на написание портрета Пресильды де Гийебон (такого рода заработком молодой художник-авангардист тяготился и называл его «проституцией»). В отличие от Пресильды, проявлявший благосклонность к Христо, на Жанну-Клод он не произвёл первоначально особого впечатления. Однако вслед за портретом Пресильды ему поручались и другие заказы, молодые люди стали часто видеться, Христо начал обучать Жанну истории искусств, а она — совершенствовать его плохой французский язык. В это время молодой художник уже занимался своим искусством «укутывания» объектов. Он также влюбляется в Джойс, сводную сестру Жанны, а последняя к этому моменту была помолвлена со своим другом, Филиппом Планшоном. За месяц до свадьбы Христо расстаётся с Джойс и влюбляется в Жанну-Клод, которая, несмотря на беременность от него, всё же выходит замуж за Планшона. Однако сразу же по окончании медового месяца Жанна уходит от мужа.
В 1959 году Христо всё более и более занимается своей техникой «укутывания», однако постоянно меняет этот свой стиль. Так, он оставляет в работе только ткани, отказавшись от использования глины и песка. В 1960 году он также отказывается от любых видов раскрашивания своих работ. В то время как большинство художников его времени старались отобразить в своих произведениях идею бессмертия, Христо — им в противоположность — указывал на смертность всего сущего своими «исчезающими» под покрывалами объектами. Работы его начинают вызывать всё больший интерес, ателье Христо посещают такие признанные мастера, как Ники де Сен-Фалль и Жан Тингели. Отношения между Христо и Жанной-Клод оставались тайными вплоть до рождения 11 мая 1960 года их сына Кирила. Когда же родители её узнали об этой любовной связи, то они были возмущены — в особенности «низким» происхождением болгарского художника — и отказали дочери в финансовой поддержке. Молодая семья жила в нужде, впрочем, для Христо это было обычным явлением.
В 1961 году Христо и Жанна-Клод выполняют свой первый совместный художественный проект, «укутывая» материей складированные бочки в кёльнском грузовом порту. К этому времени родители постепенно сближаются с семьёй своей дочери, помогают внуку. В 1962 году Христо и Жанна-Клод выполняют первый монументальный проект — в Париже, на одной из боковых, выходящих к Сене улочек они возводят стену из старых ёмкостей для нефтепродуктов — комментируя таким художественным образом возведение Берлинской стены. «Стена» была собрана 27 июня, и вызвала возмущение местных жителей и водителей транспорта, которым мешала ехать. В результате Жанна-Клод вынуждена была сдерживать натиск полицейских, уговаривая их дать постоять их произведению хотя бы пару часов. 28 ноября 1962 Христо и Жанна-Клод поженились. Они оставались по-прежнему очень бедны, однако откладывали все деньги на поездку в Нью-Йорк, который считали столицей современного искусства.
В феврале 1964 года молодые художники приезжают в Нью-Йорк и, после краткого возвращения в Европу, с сентября того же года окончательно переселяются в США. Первое время было очень тяжёлым, не было постоянного жилья, постоянно росли долги, сказывался языковый барьер. В то же время работы Христо выставлялись в некоторых известных галереях Нью-Йорка (Leo Castelli) и Дюссельдорфа (Alfred Schmela). В 1966 он осуществляет — при помощи знакомых студентов — свой первый большой проект в США — гигантский, объёмом в 1.200 м³ воздушный пакет.
В 1968 году Христо и Жанна-Клод принимают участие в выставке современного искусства documenta 4, в немецком городе Кассель. Они демонстрируют гигантский баллон объёмом в 5.600 м³, прозванный местными жителями «колбасой». Первая попытка накачать баллон гелием и запустить в воздух успехом не увенчалась; проект удалось осуществить лишь после многочисленных ремонтных работ и усовершенствований. Всё вместе стоило Христо и Жанне около 70.000 долларов.
В конце 1969 года Жанна-Клод и Христо, при помощи 130 помощников, затративших на работу 17.000 часов, «упаковали» часть побережья Австралии. На это у них ушло 93.000 м² полотна и 56 км канатов. В целом реакция общественности и властей Австралии на этот проект была положительной. Христо и Жанна-Клод представляли великолепный творческий тандем, взаимно дополняя друг друга, он — своим художественным видением, она — организаторскими способностями.
В конце 1970 Христо и Жанна-Клод начинают свой новый проект, «Valley Curtain». Это должен быть гигантский занавес, укутывавший долину в Скалистых горах, в Колорадо. Нейлоновая «простыня» оранжевого цвета, площадью в 13.000 м² и высотой в 111 метров, должна была быть подвешена при помощи стальных канатов и закреплена бетонным фундаментом, на который пошли 200 тонн бетона, вручную перетасканных в горы. Стоимость работ составляла 400.000 долларов, которые получить удалось за счёт продажи произведений искусства. Первая попытка навесить «занавес» не имела успеха, ткань была сорвана ветром и разорвана при падении на скалы. 10 августа 1972 была предпринята вторая попытка, на этот раз ткань провисела а горах около 28 часов, пока не была сорвана бурей. В 1973 году Христо, и в 1984 — Жанна-Клод получают американское гражданство. Жанна-Клод при этом сохранила и своё французское. В том же году, после 9-летних переговоров с парижским мэром Жаком Шираком, художники получают разрешение «укутать» старейший Новый мост. На эти работы было затрачено 40.000 м² полиамидной ткани и продолжались они с 25 августа по 22 сентября 1985 года. В последующие 2 недели мост посетили около 3 миллионов зрителей.

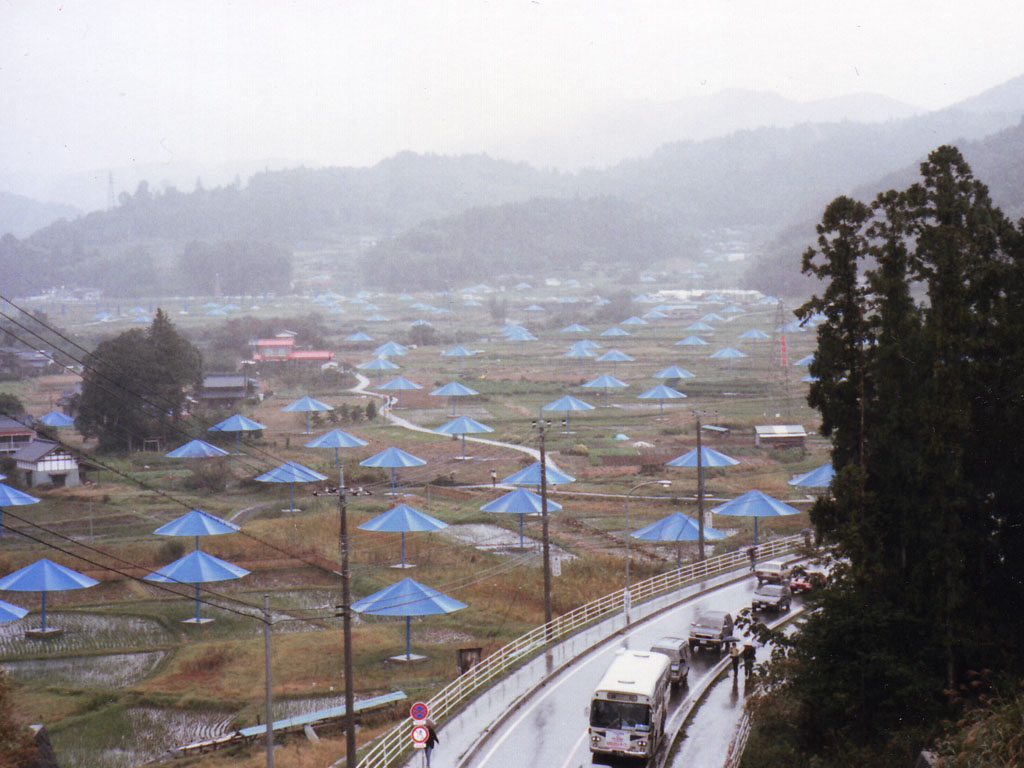
Проект «Зонтики», Япония (1991)

В декабре 1990 года художники начинают свой новый проект «Зонтики», в результате которого в сентябре 1991 года были установлены на прочных бетонных постаментах 1.340 синих зонтов в Ибараки, Япония, и 1.760 жёлтых зонтов — в Калифорнии. Работы проводились при помощи 1.880 работников, стоимость проекта составила 26 миллионов долларов.

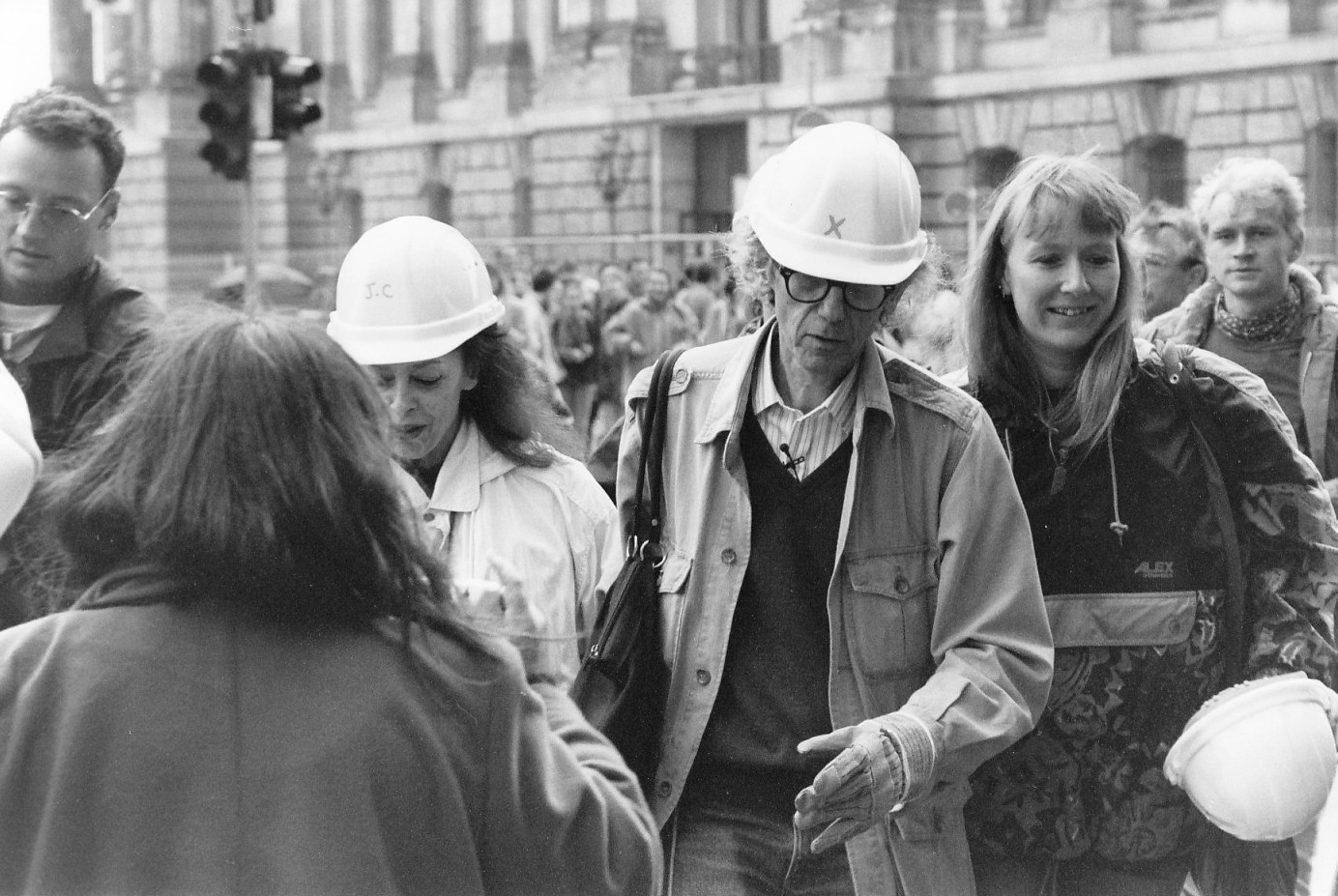
Христо и Жанна-Клод у здания Рейхстага, Берлин (1995)

В феврале 1994 года Христо и Жанна-Клод получили разрешение от германского бундестага на проведение работ по «укутыванию» здания Рейхстага. Наиболее видными противниками этого проекта были Гельмут Коль и Вольфганг Шойбле. Тем не менее, за его осуществление высказалось большинство депутатов парламента (292 голоса «за», 223 — «против», 9 — воздержавшихся). «Упаковка» здания началась 17 июня 1995 года, и завершилась 24 июня. Были использованы более 100.000 м² полипропилена, перетянутого алюминиевой полосой и закреплённого 15.600 метрами канатов. 7 июля 1995 года началось «снятие покрова». За это время рейхстаг посетило 5 миллионов зрителей.
В период с 13 ноября 1998 года по 14 декабря 1998 года Христо и Жанна-Клод «укутали» северо-восточнее Базеля, в Беровском парке, 178 деревьев. Для этого художники использовали 55.000 м² серебристой полиэфирной ткани и 23 км канатов. Высота полученных конструкций варьировалась между 2 и 25 метрами, ширина — между 1 и 15 метрами. Все свои монументальные работы эта пара художников финансировала исключительно за счёт продаж других своих произведений. После окончания проектов используемые материалы также выставлялись на продажу.
В 2005 году Христо и Жанна-Клод осуществили в Нью-Йорке свой проект The Gates. С 12 по 28 февраля на дорожках Центрального парка были установлены 7.503 ворот, с которых свисали ярко-жёлтые полотна. Ворота были высотой в 5 метров и растянулись на расстоянии в 37 километров. Стоимость работ составила 21 миллион долларов, полностью оплаченных самими художниками. Отказавшись от помощи спонсоров и казны города Нью-Йорка, они также распорядились передать все средства, вырученные от продажи сувениров, открыток, футболок с изображением «ворот» и т. п. — организации по охране природы «Nurture New York’s Nature Inc.». Чтобы избежать вандализма, по окончании этой выставки 600 работников раздали всем любителям сувениров 1.000.000 специально обработанных осколков от этих «ворот».

## Важнейшие проекты
- 1961 — Покрытые тканью нефтяные бочки, Кёльнский порт
- 1962 — Железный занавес — стена из ёмкостей для бензина, Rue Visconti, Paris, 1961-62
- 1968 — 5.600-Cubicmeter-Package, documenta 4, Кассель, 1967-68
- 1968 — Укрытые источник и башня, Сполето
- 1968 — Укрытый музей искусств Берна
- 1969 — Укрытый берег, Литтл-Бей, Австралия
- 1969 — Укрытый Музей современного искусства, Чикаго
- 1970 — Укрытый памятник Виктору-Эммануилу, Piazza del Duomo , Милан, 1969-70
- 1970 — Укрытый памятник Леонардо-да-Винчи, Piazza della Scala, Милан, 1969-70
- 1972 — Занавес над долиной, Гранд-Ходбек, Колорадо, 1970-72
- 1972 — участие в documenta 5, Кассель
- 1974 — Линия моря, Ньюпорт, Род-Айленд
- 1974 — Укутанные стены (Porta Pinciana), Рим, 1973-74
- 1976 — Бегущая изгородь, округа Сонома и Марин, Калифорния, 1972-76
- 1977 — участие в documenta 6, Кассель
- 1978 — Укрытые дорожки парка, парк Лузе, Канзас-Сити, 1977-78
- 1983 — Окаймлённые острова, Майами, Флорида, 1980-83
- 1985 — Укутанный Новый мост, Париж, 1975-85
- 1991 — Зонтики, Япония-США, 1984-91
- 1995 — Упакованный Рейхстаг, Берлин, 1971-95
- 1998 — Укутанные деревья, Беровский парк, Риэн, 1997-98
- 1999 — Стена, 13.000 нефтебочек, Газометр в Оберхаузене, Оберхаузен, 1999
- 2005 — Ворота, Центральный парк, Нью-Йорк, 1979—2005